# Lotnisko Gdańsk-Wrzeszcz
Lotnisko Gdańsk-Wrzeszcz – lotnisko w Gdańsku-Wrzeszczu funkcjonujące w latach 1919–1974. Teren po lotnisku zabudowany został osiedlem LWSM Zaspa.

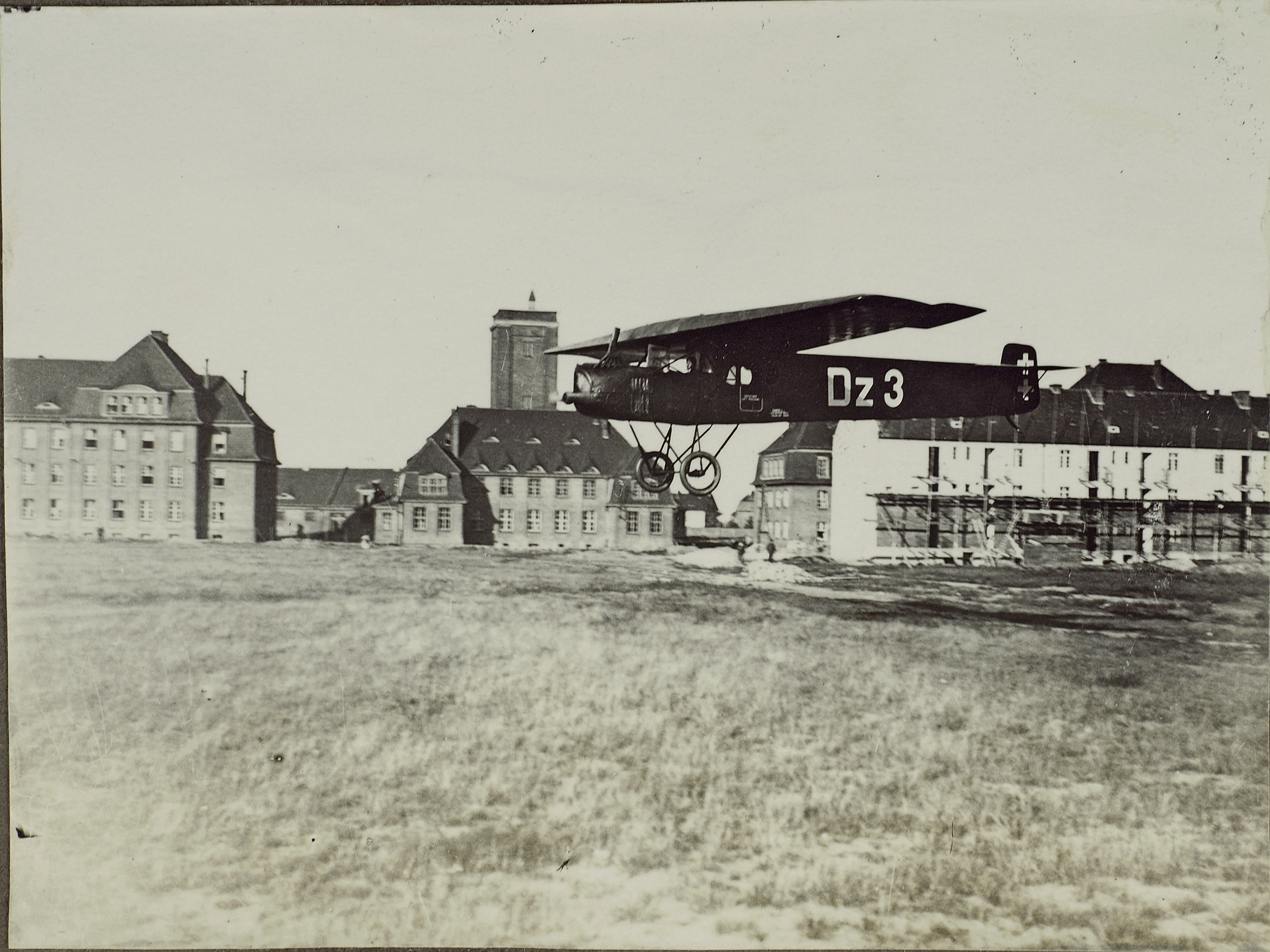
Samolot ląduje na lotnisku Gdańsk-Wrzeszcz (1922)

## Historia

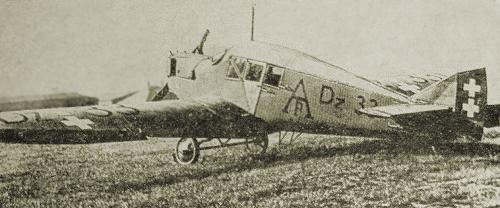
Junkers F 13 przedsiębiorstwa pocztowego Danziger Luftpost (1921)

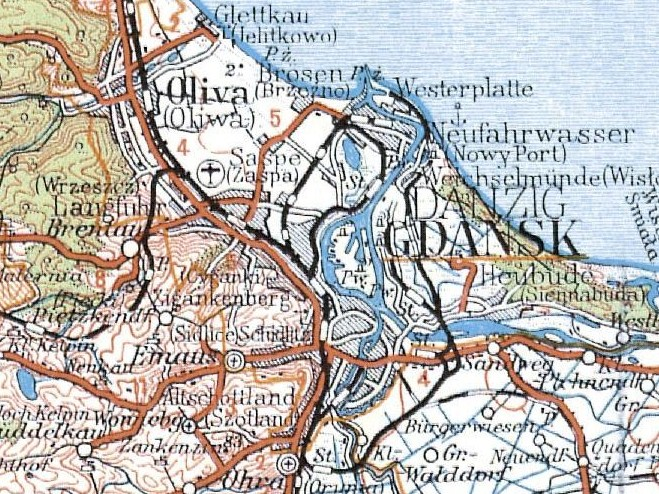
Lotnisko na mapie z 1934

### Początki
Pierwsze samoloty pojawiły się w Gdańsku w czerwcu 1910 podczas pokazów lotniczych Danziger Fest- und Flugwoche na wyspie Ostrów. W tym samym roku postanowiono o wybudowaniu lotniska na terenie utworzonego w 1829 wielkiego poligonu we Wrzeszczu. Niemniej do 1913 lądowisko znajdowało się na wyspie Ostrów. Dopiero w tym roku na lotnisku we Wrzeszczu powstał hangar i zapoczątkowano ruch lotniczy. W 1917 zbudowano kolejny hangar oraz zlokalizowano tu szkołę pilotów niemieckiej marynarki wojennej. 
Po I wojnie światowej, w wyniku postanowień traktatu wersalskiego Wolne Miasto Gdańsk zostało zdemilitaryzowane. W związku z tym lotnisko zostało przekształcone w cywilny port lotniczy, który oddano do użytku w 1919. Był to pierwszy port uruchomiony na terytorium współczesnej Polski. Obiektem administrował Senat WMG. Poza liniami pasażerskimi z lotniska korzystała poczta (Danziger Luftpost, od 1921) oraz policja gdańska. W celu usprawnienia dowozu pasażerów, w rejonie obecnego przystanku SKM Zaspa powstał przystanek kolejowy Danzig Flughafen (Gdańsk Lotnisko), a w 1930 do lotniska doprowadzono linię tramwajową, której końcowy przystanek o nazwie "Heeresanger" znajdował się przy dzisiejszym skrzyżowaniu ulicy Kościuszki z al. Legionów, w sąsiedztwie stadionu Gedanii. W latach 50. XX wieku wybudowano w tym miejscu pętlę tramwajową. Ślad pętli stanowi do dziś charakterystyczny kształt placu w okolicy skrzyżowania ul. Legionów i Kościuszki.
W 1922 zawiązana została spółka pod nazwą Polska Linja Lotnicza „Aerolloyd”, która ulokowała we Wrzeszczu bazę techniczną, a 5 września 1922 uruchomiła regularną linię lotniczą z Gdańska do Warszawy i dalej do Lwowa. W 1925 baza została przeniesiona na warszawskie lotnisko mokotowskie, zaś "Aerolloyd" zmieniła nazwę na Polska Linja Lotnicza "Aerolot" (w trzy lata później przekształconą w Polskie Linie Lotnicze LOT). 
Lotnisko obsługiwało połączenia m.in. z Berlinem, Wystrucią, Elblągiem, Królewcem, Hamburgiem, Leningradem, Lwowem, Malborkiem, Moskwą, Olsztynem, Poznaniem, Słupskiem, Szczecinem i Warszawą; po II wojnie światowej: z Bydgoszczą, Katowicami, Krakowem, Rzeszowem, Szczecinem, Warszawą i Wrocławiem.
We wczesnych latach 20. XX wieku (otwarcie nastąpiło w czerwcu 1923) obszar lotniska powiększono do 100 ha, a pasy startowe wyłożono betonowymi płytami. Na początku lat 30. pas startowy został przystosowany do lotów nocnych, m.in. zamontowano oświetlenie i urządzenia radionawigacyjne. W 1934 powstał hangar dla lotnictwa sportowego oraz nowy dworzec pasażerski, pod którym zbudowano pierwszy w Gdańsku schron przeciwlotniczy (pierwszy budynek dworca z l. 20 został zlokalizowany na tyłach browaru, ok. 500 metrów od stacji kolejowej Gdańsk Wrzeszcz). Lotnisko obsługiwało wówczas samoloty z czterech krajów. Liczba pasażerów nie przekraczała wówczas 2 tys. rocznie. W 1927 gościły tu samoloty myśliwskie z Wielkiej Brytanii i USA.
Regularnie też wykonywano stąd w drugiej połowie lat 30. loty międzynarodowe do pobliskiego Portu Lotniczego Gdynia w Rumi-Zagórzu.
Lotnisko we Wrzeszczu nie było jednak jedynym cywilnym portem lotniczym w przedwojennym Gdańsku. Na Martwej Wiśle w Górkach Wschodnich powstał dworzec i pomost do obsługi wodnosamolotów. Niestety, z przyczyn ekonomicznych tylko w latach 1925 i 1928 odbywały się regularne połączenia: w 1925 do Sztokholmu, a w 1928 do Kalmaru. Poza tymi latami lądowania wodnosamolotów były sporadyczne i wymagały specjalnej zgody od władz Wolnego Miasta Gdańska. 

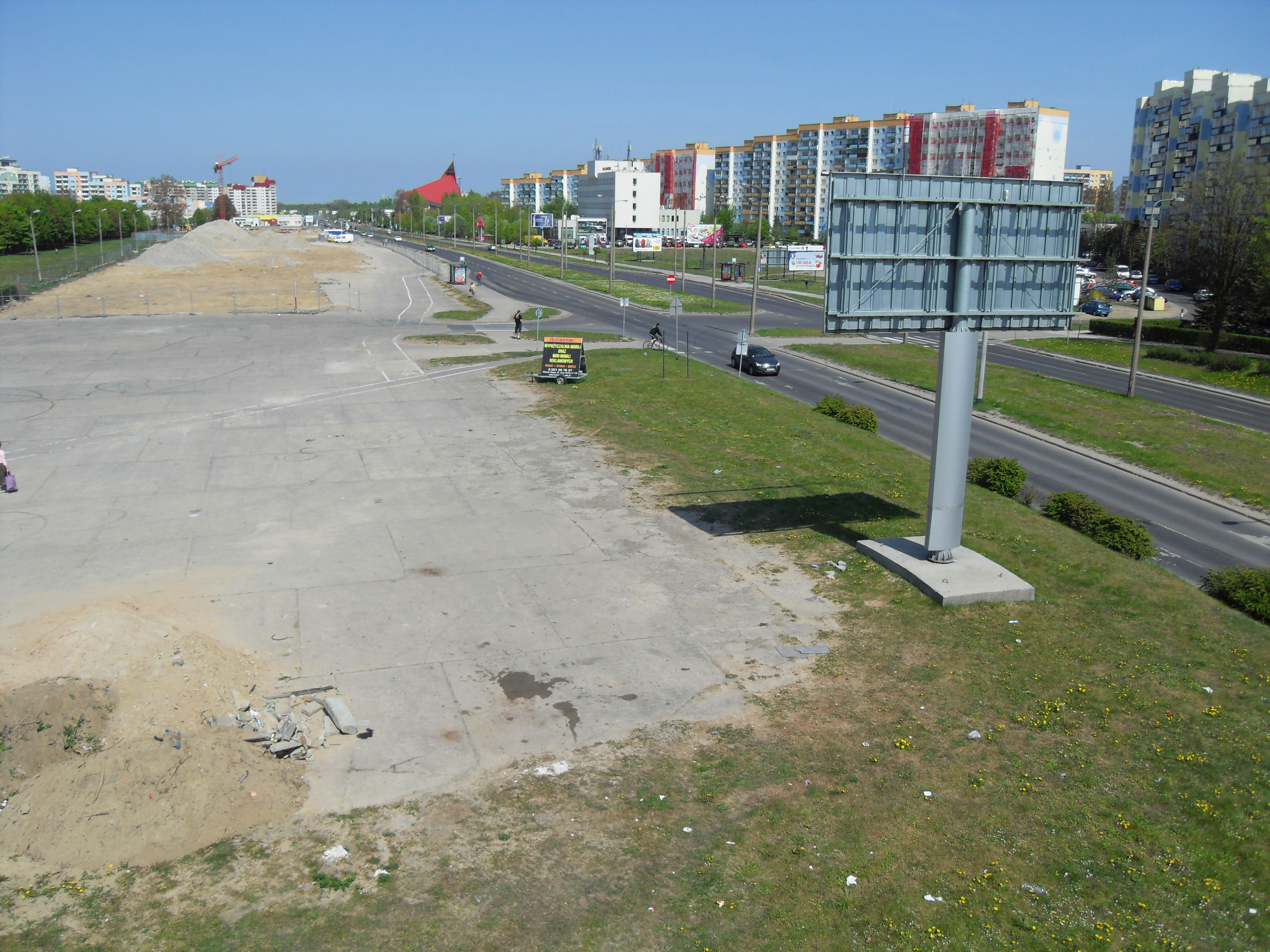
Aleja Jana Pawła II, pokrywająca się z dawnym pasem startowym lotniska i pozostałości pasa startowego (maj 2011)

### Rola w czasie II wojny światowej
W czasie II wojny światowej lotnisko we Wrzeszczu było jednym z najważniejszych obiektów niemieckiego lotnictwa wojskowego w tej części Europy. Lotnisko zostało mocno zniszczone przez bombardowania aliantów. W czasie natarcia wojsk radzieckich, w marcu 1945 pobliską strzelnicę sprzed I wojny światowej umocniono w celach obronnych. Z kolei po zajęciu lotniska Rosjanie wykorzystali je do ustawienia artylerii prowadzącej ostrzał centrum Gdańska. 

### Okres powojenny
Wraz z końcem wojny odbudowano i częściowo rozbudowano zniszczone obiekty portu lotniczego, a także samą płytę lotniska. Po wojnie lotnisko stało się lotniskiem cywilno-wojskowym. Istniały połączenia zarówno do prawie wszystkich istniejących wówczas portów pasażerskich w kraju, jak i międzynarodowe, m.in. do Berlina, Budapesztu, Burgas, Kopenhagi, Sztokholmu i Warny. W roku 1963 został przeniesiony na lotnisko Gdańsk-Wrzeszcz z lotniska Szczecin-Dąbie jeden klucz bliskiego rozpoznania Samodzielnej Eskadry Lotnictwa Rozpoznawczego WOP (SELR-WOP), wyposażony w samoloty Lim-2 i An-2 do ochrony granicy morskiej.

### Casus przystanku SKM Gdańsk Lotnisko
Choć w 1951 nieopodal zabudowań portu lotniczego powstał przystanek trójmiejskiej SKM Gdańsk Lotnisko (współcześnie: Gdańsk Zaspa), z lotniskiem był związany tylko nazwą, gdyż nigdy nie było z niego możliwości dojścia lub dojazdu na lotnisko.

### Schyłek lotniska
W końcu lat 1960., wskutek degradacji urządzeń oświetlających pas startowy, zaniechano lotów nocnych. Wraz z ekspansją terytorialną i przyłączeniem nowych gruntów w granice administracyjne Gdańska w 1973, zapadła decyzja o przeniesieniu portu lotniczego na skraj miasta – nieopodal wsi Rębiechowo. Spowodowane było to nie tylko wzrastającymi potrzebami mieszkalnictwa, ale również potrzebą wykonania dłuższego pasa startowego, przystosowanego do obsługi dużych pasażerskich samolotów odrzutowych. Lokalizacja pomiędzy brzegiem Zatoki Gdańskiej a linią zelektryfikowaną kolejową to uniemożliwiała, a już sama bliskość tej ostatniej stwarzała dodatkowe zagrożenie. Lotnisko Gdańsk-Wrzeszcz zostało zamknięte 1 maja 1974 i ostatecznie przestało istnieć, kiedy to przystąpiono do budowy na jego terenach wielkiego zespołu mieszkaniowego Zaspa. Pierwsze bloki osiedla (Młyniec) zostały oddane do użytku jeszcze w czasie działania lotniska. Jego funkcję przejął Port Lotniczy Gdańsk im. Lecha Wałęsy.

## Pozostałości po lotnisku

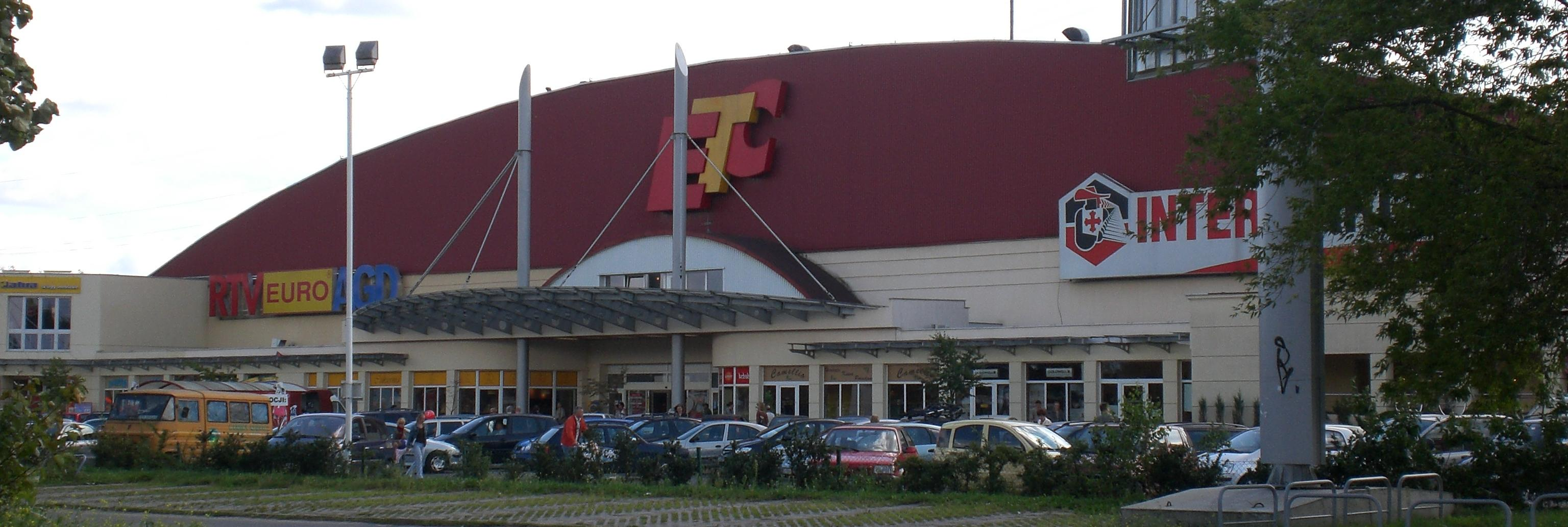
Dawny hangar przerobiony na centrum handlowe (styczeń 2011)

Po dawnym lotnisku zachował się częściowo przebudowany w połowie lat 90. hangar cywilny przy al. Rzeczypospolitej, w którym znajdowało się centrum handlowe ETC, przemianowane na Galerię Zaspa po generalnym remoncie w 2017 roku. Na przełomie XX i XXI wieku istniały także dwa mniejsze hangary wojskowe przy ul. Hynka, w których - po opuszczeniu przez wojsko - mieściły się warsztaty modelarskie LOK, sklep meblowy i pizzeria. Rozebrano je w związku z budową budynku mieszkalnego. 

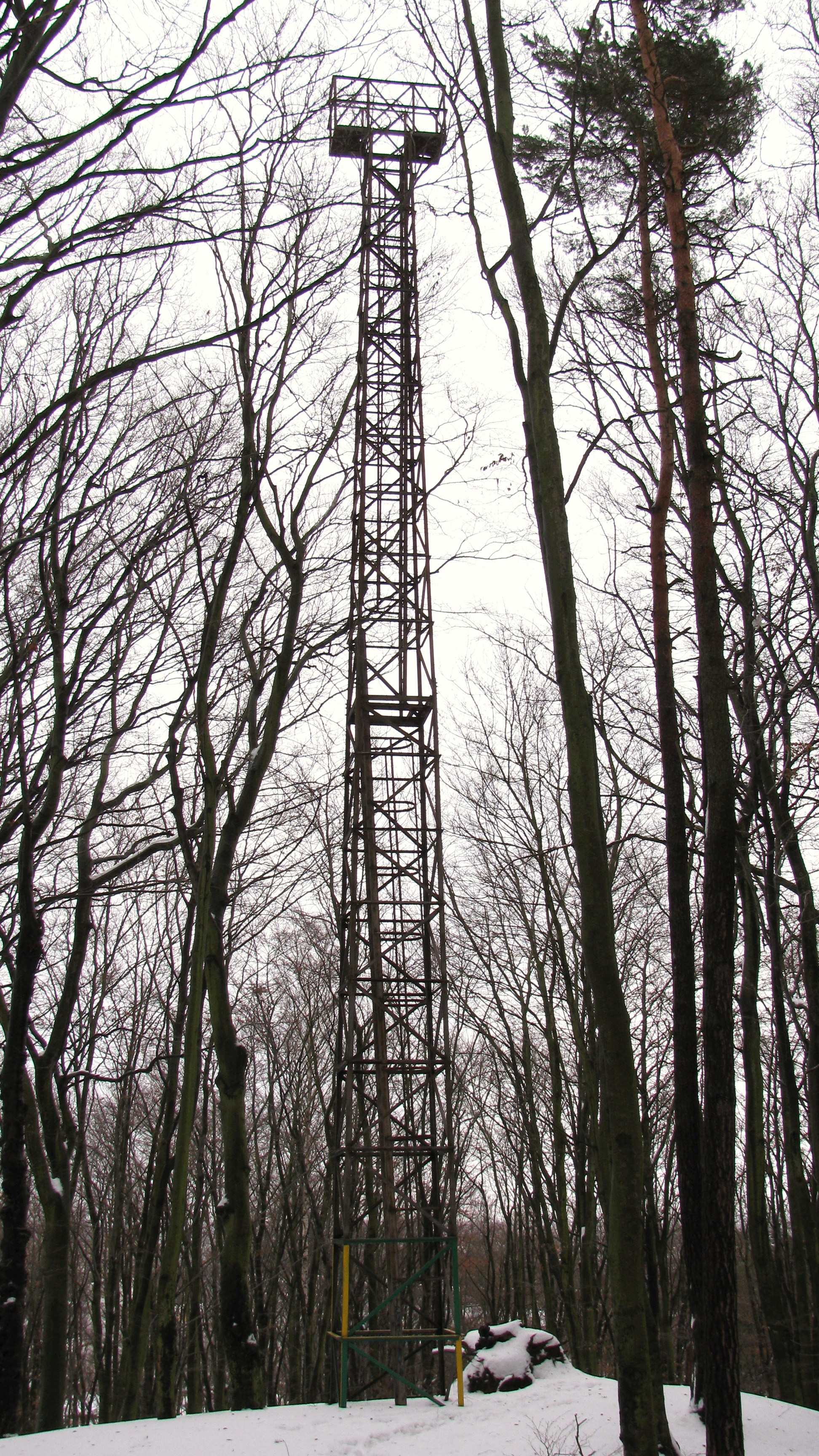
Wieża w pobliżu Głowicy (styczeń 2011)

Z przedwojennych zabudowań lotniska zachowały się baraki warsztatów szybowcowych przy ul. Hynka, na wysokości przystanku SKM.
Inną pozostałością jest pas startowy, przecięty wybudowanym na początku lat 80. XX wieku wiaduktem, z poprowadzoną w poprzek lotniska linią tramwajową. W części zachodniej pas startowy zaadaptowany został na jezdnię w ciągu al. Jana Pawła II, wiodącą od ul. Hynka do al. Rzeczypospolitej. W tej części pasa, między jezdniami al. Jana Pawła II mieścił się ponadto bazar, którego działalność była stopniowo wygaszana w związku z planami zabudowy zachodniej części pozostałości pasa lotniczego, aż do jego likwidacji w 2017.
Wschodni odcinek pasa, znajdujący się obecnie wzdłuż al. Jana Pawła II, od al. Rzeczypospolitej do ul. Meissnera, jest zachowany częściowo. Zbudowano na nim małe centrum handlowe przypominające z wyglądu hangar, który służył mieszkańcom do końca pierwszej dekady XXI wieku. Na przełomie XX i XXI wieku pusty plac był wykorzystywany przez motocyklistów oraz osoby uczące się jazdy samochodem, lecz zostało to utrudnione przez postawienie na pasie kilku rzędów betonowych zapór w kształcie walców. W latach 2015–2017 powstało tam osiedle budynków mieszkaniowych „Awiator”, zbudowane przez prywatnego dewelopera. Na przeciwko tego "Awiatora" w miejscu starej strzelnicy znajduje się obelisk ku czci pomordowanych jesienią 1939 roku 38 obrońców Poczty Polskiej w Gdańsku.
Na lotnisku funkcjonowała wybudowana prawdopodobnie w latach 50. kilkunastometrowa wieża nabieżnikowa, znajdująca się na przedłużeniu pasa startowego w Oliwie, w okolicy połączenia ul. Bażyńskiego z ul. Polanki, na wzgórzu Głowica. Metalowa, kratownicowa oświetlona konstrukcja miała za zadanie wskazywać w nocy kierunek nalotu na pas startowy, a przy starcie stanowiła ostrzeżenie dla pilota o znajdujących się tam porośniętych lasem wzgórzach morenowych. Mimo jej dobrego stanu, władze miasta postanowiły ją rozebrać do końca 2009, niemniej wskutek protestów mieszkańców nie doszło do jej demontażu.